# 沙特爾貓
沙特爾貓（Chartreux）又稱法國藍貓，體重3～7．5千克，中到大型，公貓比母貓威武，強壯有力，表情甜美：頭大且圓，眼大呈金色被毛短而密，單色（包括任何藍色或煙灰色、石板色）。法國藍貓歷史悠久，牠的祖先可能起源於伊朗、敘利亞和土耳其山區，傳說在古代因為牠的皮毛呈短羊毛狀被當作水獺毛皮賣，20世紀20年代法國育種專家將這種貓與波斯貓雜交進行育種，1939年在法國建立了該品種貓的標準。法國藍貓性格溫順，獨立性強，感情豐富，忠心於主人，易相處，不愛叫，喜歡安靜。這種貓生命力強．在寒冷地區和室外環境飼養有利用保持牠羊毛質般的皮毛，但太多的陽光照射能導致產生棕色重點色的出現性。成熟較晚，2～3歲才發情，每週1次被毛掩理，除去鬆動的死毛和死結以保持其羊毛狀的整潔。